# برکات الحارثی
برکات الحارثی (عربی: بركات مبارك الحارثي؛ زادهٔ ۱۵ ژوئن ۱۹۸۸) دونده اهل عمان است.
وی در مسابقات کشوری و بین‌المللی در مجموع برندهٔ ۱ مدال نقره شده‌است.